# UCI Oceania Tour de 2005
A União Ciclista Internacional criou a partir do ano 2005  os Circuitos Continentais da UCI. Em janeiro desse ano começou o UCI Oceania Tour. Levou-se a cabo entre janeiro e setembro onde se disputaram 2 competições por etapas em janeiro (as únicas profissionais no continente durante esses meses de competição) outorgando pontos aos primeiros classificados das etapas e à classificação final. Ademais, apesar de não estar no calendário, também pontuaram os campeonatos nacionais com um barómetro dependendo o nível ciclista da cada país.
O ganhador a nível individual foi o australiano Robert McLachlan, por equipas triunfou a MG XPower-Bigpond dos Estados Unidos, enquanto por países foi a Austrália quem obteve mais pontos.

## Calendário
Contou com as seguintes provas, tanto por etapas como de um dia.

### Janeiro de 2005
| Data     | Carreira           | Cat. | Ganhador          | Equipa          |
| -------- | ------------------ | ---- | ----------------- | --------------- |
| 18 ao 23 | Tour Down Under    | 2.hc | Luis León Sánchez | Liberty Seguros |
| 26 ao 30 | Tour de Wellington | 1.2  | Matthew Lloyd     |                 |

## Classificações
Devido às poucas provas resultou decisivo na classificação o segundo posto de Robert McLachlan no Campeonato da Austrália de Ciclismo em Estrada (70 pontos) e o segundo posto de William Walker no Campeonato Mundial de Ciclismo em Estrada sub-23 (70 pontos) que excepcionalmente nesse ano o corredor se levou os pontos do campeonato mundial fazia o circuito de seu país.

### Individual
| Posição | Ciclista           | Pontos |
| ------- | ------------------ | ------ |
| 1       | Robert McLachlan   | 85     |
| 2       | William Walker     | 70     |
| 3       | Peter Latham       | 62     |
| 4       | Matthew Lloyd      | 61     |
| 5       | Paride Grillo      | 41     |
| 6       | Paul Crake         | 40     |
| 7       | Fraser MacMaster   | 37     |
| 8       | David McPartland   | 34     |
| 9       | Simon Gerrans      | 29     |
| 10      | Christopher Sutton | 25     |

### Equipas
| Posição | Equipa                                               | Pontos |
| ------- | ---------------------------------------------------- | ------ |
| 1       | MG XPower-Bigpond                                    | 105    |
| 2       | [[Rabobank Continental Team]\|Rabobank Continental]] | 70     |
| 3       | Ceramica Panaria-Navigare                            | 61     |
| 4       | Ag2r Prévoyance                                      | 50     |
| 5       | Graz Corratec                                        | 40     |

| 6  | Volksbank Leingruber Ideal       | 37 |
| 7  | Tenax-Nobili Rubinetterie        | 34 |
| 8  | Navigators Insurance             | 28 |
| 9  | Cofidis, Le Crédit par Téléphone | 25 |
| 10 | Kodakgallery.com-Serra Nevada    | 20 |

### Países
| Posição | País          | Pontos |
| ------- | ------------- | ------ |
| 1       | Austrália     | 1381,2 |
| 2       | Nova Zelândia | 407    |